# Volkspolizei-Bereitschaft
La Volkspolizei-Bereitschaften (VPB, in italiano "Polizia popolare d'allerta"), o Kasernierten Einheiten des Ministeriums des Innern, era costituita da unità paramilitari e di polizia anti-insurrezionale attive nella Repubblica Democratica Tedesca poste sotto il controllo del Ministero dell'interno. Possedevano lo status di reggimento e venivano considerate parte delle forze armate, sebbene non abbiano mai costituito un ramo della Nationale Volksarmee (NVA) del Ministero della difesa nazionale, e costituivano il ramo addestrato e armato militarmente del Ministero per la sicurezza di stato che operava come forza di polizia segreta. Come tali, potevano essere equiparate alle truppe interne dell'NKVD in Unione Sovietica. Sono spesso confuse con le Kasernierte Volkspolizei, le unità militari della Volkspolizei trasformate nella NVA nel 1956.

## Generale
Le VPB, come parte delle Kasernierten del Ministero degli Interni, emersero nell'aprile del 1955 come truppe interne in preparazione alla forze del reggimento. La loro formazione e attività venivano supervisionate dai consulenti delle forze interne del Ministero degli Interni dell'URSS. Operavano parallelamente alle già stabilite nell'autunno del 1953 VPB dell'amministrazione principale della polizia popolare tedesca (HVDVP). Dopo il 1962, l'organo fu ricreato come vice ministero dei gruppi di preparazione/combattimento interni, dopo che le unità (1 600 uomini) furono ristrutturate in battaglioni indipendenti. Tuttavia, il VPB non apparteneva alle filiali di servizio della polizia popolare tedesca.

Erano paragonabili alle formazioni paramilitari che esistevano in altri stati, come il Corpo delle guardie di confine, la Gendarmeria nazionale francese, i Carabinieri italiani e altre formazioni.

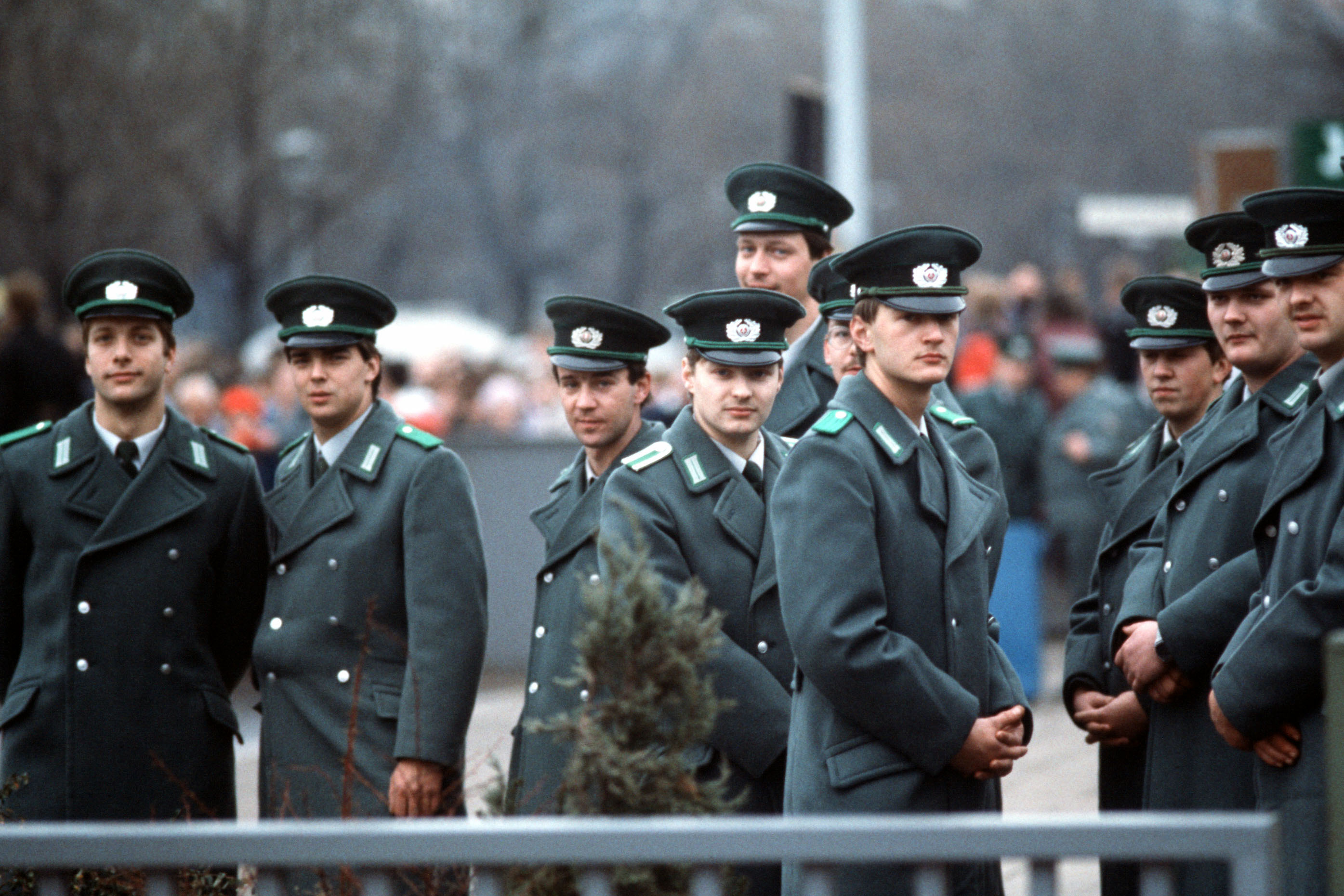
Guardie della Volkspolizei-Bereitschaft in attesa davanti dell'apertura ufficiale della porta di Brandeburgo.

Nel 1962 venne introdotta la leva militare obbligatoria nelle unità Kasernierten del Ministero dell'Interno - così come nella NPA, nelle truppe di confine del Reggimento Felix Dzerzhinsky, nelle truppe della Stasi e nella protezione civile - in base alla legge del servizio militare. Nelle unità Kasernierten del Ministero degli Interni i coscritti venivano convocati per il servizio militare di 18 mesi, anche se potevano servire per un periodo più lungo e quindi chiamati come truppe di riserva della NVA. La convocazione avveniva tramite il comando del distretto militare della NVA, nella cui riserva venivano integrati i coscritti dopo il completamento del servizio militare. Veniva erogato anche un indennizzo da parte dell'esercito. Con l'introduzione della leva militare obbligatoria dal 1962 al 1982, il servizio nelle varie forze di polizia, come ad esempio la polizia di trasporto e di antisommossa, venne designato come sostituzione militare ed equiparato per legge a quello nella NVA.
La funzione di polizia antisommossa veniva esercitata parallelamente nelle autorità distrettuali della Zentrale Kräfte Schutzpolizei (ZKS) delle Bezirksbehörden der DVP (BDVP). Queste erano divise in comparti da centinaia di militari e equipaggiati con fucili mitragliatori e altre armi automatiche. I comandi rapidi furono sciolti nel 1967.
Un'importante riforma delle VP-Bereitschaften venne effettuato a seguito dell'ordine 12/88 emanato dal presidente del Consiglio Nazionale della DifesaErich Honecker il 21 dicembre 1988.
Fino ad allora, né gli istruttori né i coscritti erano istruiti sul regolamento della polizia (Polizeirecht). L'idea di integrare nel sistema della Schutzpolizei gli uffici distrettuali della VP non venne mai concretizzata fino alla riunificazione.

## Organizzazione
Il Ministero degli interni della Germania Est era responsabile del Dipartimento delle unità d'allerta della Volkspolizei noto come Volkspolizei-Bereitschaften (VPB). Quest'ultimo era costituito dai 12 000 ai 15 000 uomini (alcune fonti smentiscono) in 21 unità d'allerta Volkspolizei con forza da battaglione. Vi era di solito un'unità per ciascun distretto della RDT ma quelli chiave di Halle, Lipsia e Magdeburgo, con la loro numerosa popolazione di lavoratori, e Potsdam avevano tutte due unità. Il Presidium della polizia del popolo di Berlino Est aveva tre unità situate a Basdorf.
Ciascuna unità d'allerta era organizzata nel seguente modo:
- Sezione dei quartier generali
- Quattro compagnie d'allerta:
  - Una compagnia meccanizzata con veicoli trasporto truppe
  - Tre compagnie motorizzate con autocarri
- Compagnia di supporto
  - Plotone anticarro con 3x45 mm/57 mm (dopo ATGM)
  - Plotone d'artiglieria con cannoni 3x76.2 mm ZiS-3 anticarro
  - Plotone con mortai 3x82 mm.
- Compagnia dei quartier generali e dello staff con:
  - plotone segnali
  - plotone ingegnere
  - plotone chimico
  - plotone di riconoscimento
  - plotone trasporto
  - plotone rifornimenti
  - sezione di controllo
  - sezione medica

## Equipaggiamento
Queste unità erano equipaggiate con armi di fanteria leggere e medie, veicoli corazzati di trasporto truppe SK-1, cannoni spara acqua SK-2  (in entrambe le versioni corazzate e non) e autobus. La loro uniforme era del colore grigio-verde standard della Volkspolizei. L'affidabilità politica delle Unità d'allerta era di particolare importanza per il Partito Socialista Unificato di Germania (SED) dato che potevano essere usate contro la popolazione in caso di disordini sociali come i moti del 1953 nelle aree industriali della Germania Est.